# Asrokoun
L'asrokoun est une sauce gluante d'origine béninoise à base de poudre graine de pomme sauvage.

## Ingrédients
Voici les condiments utiles à la préparation :
- asrokoun en poudre
- poisson fumé
- poisson frais
- fromage
- viande
- crabes
- crevettes fraîches
- gingembre
- tomate
- piment rouge
- huile de palme
- feuille de laurier
- sel
- crevettes en poudre
- Cube

## Préparation
Plusieurs modes de préparations sont possibles, en voici deux :
Écraser les condiments ensemble (oignon, gingembre, tomate et piment rouge). Nettoyer et assaisonner les crabes. Couper le fromage en morceaux et faire bouillir trois minutes. Mettre de l’huile rouge dans une casserole sur le feu et verser dans la poudre d’asrokoun. Verser de l'eau sur le mélange de la casserole, rajouter ensuite les condiments écrasés, les crabes, le poisson fumé, la viande et le fromage coupés en morceaux et bouillies au préalable, et laisser cuire à feu doux environ sept minutes, y ajouter ensuite les piments verts. Goûter et rectifier l’assaisonnement. Retirer du feu et servir.
Écraser les condiments ensemble (oignon, gingembre, tomate et piment rouge). Nettoyer et assaisonner les poissons frais. Couper le fromage en morceaux, les faire bouillir avec les condiments préalablement écrasés durant cinq minutes. Retirer ensuite les poissons et les morceaux de fromage. Mettre de l’huile rouge dans la poudre d’asrokoun mélangée, puis le verser dans le bouillon du poisson et fromage sur le feu. Remuer et retourner les poissons et le fromage dans le liquide, et laisser cuire à feu doux environ cinq minutes, y ajouter ensuite les piments verts. Goûter et rectifier l’assaisonnement. Retirer du feu et servir.